# Гуммет
Мусульманская социал-демократическая партия «Гуммет» («Хюммат»; азерб. همت / Hümmət — «энергия») — первая в мусульманском мире партия социал-демократической направленности.
Сформирована в Баку молодыми азербайджанскими активистами при Бакинском комитете Российской социал-демократической рабочей партии (РСДРП) в конце 1904 года. В их число входили М. Э. Расул-заде, С. М. Эфендиев, М. Г. Мовсумов, А. Д. Ахундов и М. Г. Гаджинский, некоторые из которых имели связи с российскими социал-демократами. В 1905 году к группе присоединился Мешади Азизбеков и Нариман Нариманов, члены РСДРП. Последние заметно усилили лидерство партии «Гуммет», которая значительно выросла в период Революции 1905—1907 годов в России. Не ограничиваясь исключительно Баку, «Гуммет» распространил своё влияние на провинциальные районы Азербайджана и учредил филиалы в Дагестане и Транскаспии.

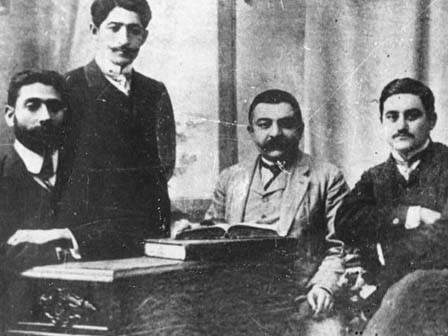
Группа основателей «Гуммета». Слева направо: Мешади Азизбеков, Аждар Меликов, Асадулла Ахундов и Мамед Эмин Расулзаде

С октября 1904 по февраль 1905 года участники организации выпустили шесть номеров нелегальной газеты «Гуммет» на азербайджанском языке. В период Революции 1905—1907 годов «Гуммет» участвовал в организации стачек, работе Бакинского совета, Союза нефтепромышленных рабочих, выпускал листовки. Отделения «Гуммет» были открыты в Елизаветполе, Джульфе, Нахичевани, Шемахе, Шуше. Тифлисское отделение «Гуммет», членами которого к концу 1905 года являлись более 100 человек, особенно отличалось своей политической активностью. В 1906—1907 годах «Гуммет» издавал газеты «Девет-Коч» («Призыв») — совместно с армянской секцией БК РСДРП, «Тюкамюль» («Эволюция») и «Йолдаш» («Товарищ»), а также опубликовал программу РСДРП на азербайджанском языке.
Когда российское правительство прибегло к жёстким репрессиям в середине 1907 года, «Гуммет» потерял своих последователей так же быстро, как и приобрёл. Некоторые из его лидеров были арестованы, другие спаслись бегством в Иран, и к концу года «Гуммет» потерял организованность.
После Февральской революции, 3 марта 1917 года партия «Гуммет» была восстановлена Наримановым и Азизбековым. В районах Баку и в других городах Азербайджана были созданы отделения и группы «Гуммета». В июне 1917 был избран новый комитет «Гуммета» под председательством Н. Н. Нариманова.
С 3 (16) июля 1917 года было возобновлено издание газеты «Гуммет», прекратившей деятельность в 1905 году.
«Гуммет» была представлена вместе с Бакинской партийной организацией на VI съезде РСДРП(б). Член РСДРП(б) А.-Б. Юсуф-заде от имени Бакинской большевистской организации и «Гуммета» выступил на съезде. Однако, в связи с конкуренцией с партией «Мусават», ей не удалось вернуть своих приверженцев.
После поражения Бакинской коммуны в Баку и установления власти Азербайджанской Демократической Республики часть членов «Гуммет» уехала в Астрахань, часть перешла в подполье. Меньшевики партии «Гуммет» вошли в Национальный совет, затем в парламент Азербайджанской Демократической Республики, образовав социалистическую фракцию. Оставшиеся в Тифлисе меньшевики-гумметисты сперва вошли в состав парламента Грузии (расширенный Грузинский национальный совет), затем в составе Национального совета мусульман Грузии (во главе с известным драматургом Абдуррагим-беком Ахвердовым) приняли участие в парламентских выборах, проходившие 14 и 16 февраля 1919 года. Впоследствии меньшевики-гумметисты в полном контакте сотрудничали с ЦК Социал-демократической рабочей партии Грузии, провели 16 декабря 1919 года в Екатериненфельде первый съезд Социал-демократической рабочей партии «Гуммет» (меньшевиков) Грузии и избрали председателем А. А. Шарифова.
11 февраля 1920 года «Гуммет», бакинская организация РКП(б) и организация «Адалят» объединились в Азербайджанскую коммунистическую партию. В апреле 1920 года члены «Гуммет» приветствовали установление советской власти в Азербайджане.